# Bum Bum Tam Tam
"Bum Bum Tam Tam" (también conocido por el título "Joga O Bum Bum Tam Tam") es una canción grabada por el cantante y productor brasileño MC Fioti. El 8 de marzo de 2017 se lanzó un video musical. La canción muestra Partita in A minor para flauta solista de Johann Sebastian Bach. La canción alcanzó su punto máximo en el número uno en los Países Bajos y el top 5 en Francia.
El video musical de la canción es actualmente el video más visto de Brasil en YouTube.

## Recepción crítica
La canción recibió críticas positivas de los críticos. Billboard dijo que la canción "podría calificar como el mayor banger internacional que el mundo haya visto". ClashMusic.com describió la canción diciendo "'Bum Bum Tam Tam' es el fenómeno despreocupado que necesita 2017, el tipo de melodía pop de lombrices que puede unir a naciones enteras". Vice describió la canción preguntando si "Bum Bum Tam Tam es la mejor canción de funk de la historia?"

## Video musical
El video musical oficial se lanzó el 8 de marzo de 2017 en el canal Kondzilla. Cuesta R $ 30,000 (aproximadamente US $ 7,700) para hacer. Según Fioti, "todo fue de última hora y fue perfecto."
El video musical tiene más de 1.400 millones de visitas y 10 millones de me gusta a partir de enero de 2020. También es el video musical brasileño más visto y el primero en llegar a mil millones de visitas.

## Listado de pistas
| Descarga digital |                   |          |  |
| N.º              | Título            | Duración |  |
| 1.               | «Bum Bum Tam Tam» | 2:50     |  |

## Historia de liberación
| Región | Fecha              | Formato          | Etiqueta | Ref. |
| ------ | ------------------ | ---------------- | -------- | ---- |
| Varios | 8 de marzo de 2017 | Descarga digital | Island   |      |

## Remixes

### Future, J Balvin, Stefflon Don y Juan Magán Remix
"Bum Bum Tam Tam (Remix)" es una canción grabada por el cantante y productor brasileño MC Fioti, el cantante colombiano J Balvin, el rapero estadounidense Future, el rapero británico Stefflon Don y el cantante español Juan Magán. Fue lanzado el 15 de diciembre de 2017 a través de Island Records y Universal Music. Es una remezcla de la canción de MC Fioti "Bum Bum Tam Tam".

### Otras versiones
Una versión de Jonas Blue fue lanzada en marzo de 2018. ClashMusic.com describe esta versión como un "himno de viernes ardiente".
En enero de 2018 se lanzó una versión de Jax Jones. Billboard clasificó el remix como uno de los mejores remixes Dance / Electronic de 2018. Billboard también describió la canción diciendo: "Jax Jones envía el disco directamente al club, agregando un cuatro bajo- en el piso golpea mientras deja que las flautas brillen ".
El 27 de abril de 2018 se lanzó una versión de David Guetta. Según lo descrito por Billboard, "Guetta le da al himno de Fioti una introducción grande y bulliciosa y algunas trampas graves, además de algunos elementos electrónicos para hacerle saber que ha llegado al medio de la pista de baile del megaclub. "

### Listado de pista
| Bum Bum Tam Tam (Remix) |                           |          |  |
| N.º                     | Título                    | Duración |  |
| 1.                      | «Bum Bum Tam Tam (Remix)» | 3:33     |  |

| Jonas Blue Remix |                   |          |  |
| N.º              | Título            | Duración |  |
| 1.               | «Bum Bum Tam Tam» | 3:06     |  |

| Jax Jones Remix |                                     |          |  |
| N.º             | Título                              | Duración |  |
| 1.              | «Bum Bum Tam Tam» (Jax Jones Remix) | 3:28     |  |

| David Guetta Remix |                                        |          |  |
| N.º                | Título                                 | Duración |  |
| 1.                 | «Bum Bum Tam Tam» (David Guetta Remix) | 4:09     |  |

### Gráficos y certificaciones

#### Gráficos semanales
| Gráfico (2017–18)                          | posición |
| ------------------------------------------ | -------- |
|                                            | 51       |
|                                            | 17       |
|                                            | 2        |
| Brasil Streaming (Pro-Música)              | 48       |
| Colombia (Nacional-Informe)                | 32       |
| Costa Rica (Monitor Latino)                | 12       |
| Ecuador (Nacional-Informe)                 | 33       |
|                                            | 9        |
|                                            | 3        |
| Grecia Internacional Digital (IFPI Grecia) | 78       |
| Honduras (Monitor Latino)                  | 5        |
| Italia (FIMI)                              | 42       |
| Nicaragua (Monitor Latino)                 | 10       |
|                                            | 51       |
| Venezuela (Nacional-Informe)               | 18       |

| Gráfico (2018)              | Posición |
| --------------------------- | -------- |
| Bélgica (Ultratop Flanders) | 64       |
| Italia (FIMI)               | 83       |

### Historia de liberación
| Región         | Fecha                   | Formato                      | Versión            | Etiqueta  | Ref.   |
| -------------- | ----------------------- | ---------------------------- | ------------------ | --------- | ------ |
| Varios         | 15 de diciembre de 2017 | Descarga digital             | Original           | Island    | [ 24 ] |
| Italia         | 12 de febrero de 2018   | Radio de golpe contemporáneo | Original           | Universal | [ 25 ] |
| Varios         | 23 de febrero de 2018   | Descarga digital             | Jonas Azul Remix   | Island    |        |
| Varios         | 16 de marzo de 2018     | Descarga digital             | Jax Jones Remix    | Island    |        |
| Estados Unidos | 27 de marzo de 2018     | Radio contemporánea rítmica  | Original           | Aftercluv | [ 26 ] |
| Varios         | 27 de abril de 2018     | Descarga digital             | David Guetta Remix | Island    |        |